# آنیتا آسپیورگ
آنیتا آسپیورگ (آلمانی: Anita Augspurg؛ ۲۲ سپتامبر ۱۸۵۷ – ۲۰ دسامبر ۱۹۴۳) هنرپیشه، وکیل، نویسنده و فمنیست رادیکال اهل آلمان بود.